# Castel Woodcroft
Castel Woodcroft (in inglese Woodcroft Castle) si trova nella parrocchia civile di Etton nell'Autorità unitaria di Peterborough nella contea Cambridgeshire, Inghilterra dell'est. La sua costruzione risale al XIII secolo.

## Storia
Sul sito di castel Woodcroft sorgeva un maniero fortificato edificato già nel XIII secolo e munito di un fossato difensivo. Il castello fu costruito vicino alla città di Peterborough nel Cambridgeshire e il suo nome si deve alla famiglia Woodcroft che possedeva la proprietà in questo periodo. In seguito quella primitiva fortezza è stata in parte ricostruita ed in parte inglobata nella nuova struttura. Dopo la sua ricostruzione è stato più volte rimaneggiato sino a perdere poco alla volta le sue caratteristiche di struttura militare. Nel 1649 il reverendo Michael Hudson, allora cappellano di Carlo I d'Inghilterra, prese parte alla difesa del castello contro le truppe che parteggiavano per il parlamanto durante la guerra civile. Del castello medievale si conservano ancora la facciata col portale d'accesso, una torre circolare e il corpo di guardia. La ristrutturazione che ci è pervenuta rispetta lo stile Tudor.

## Descrizione

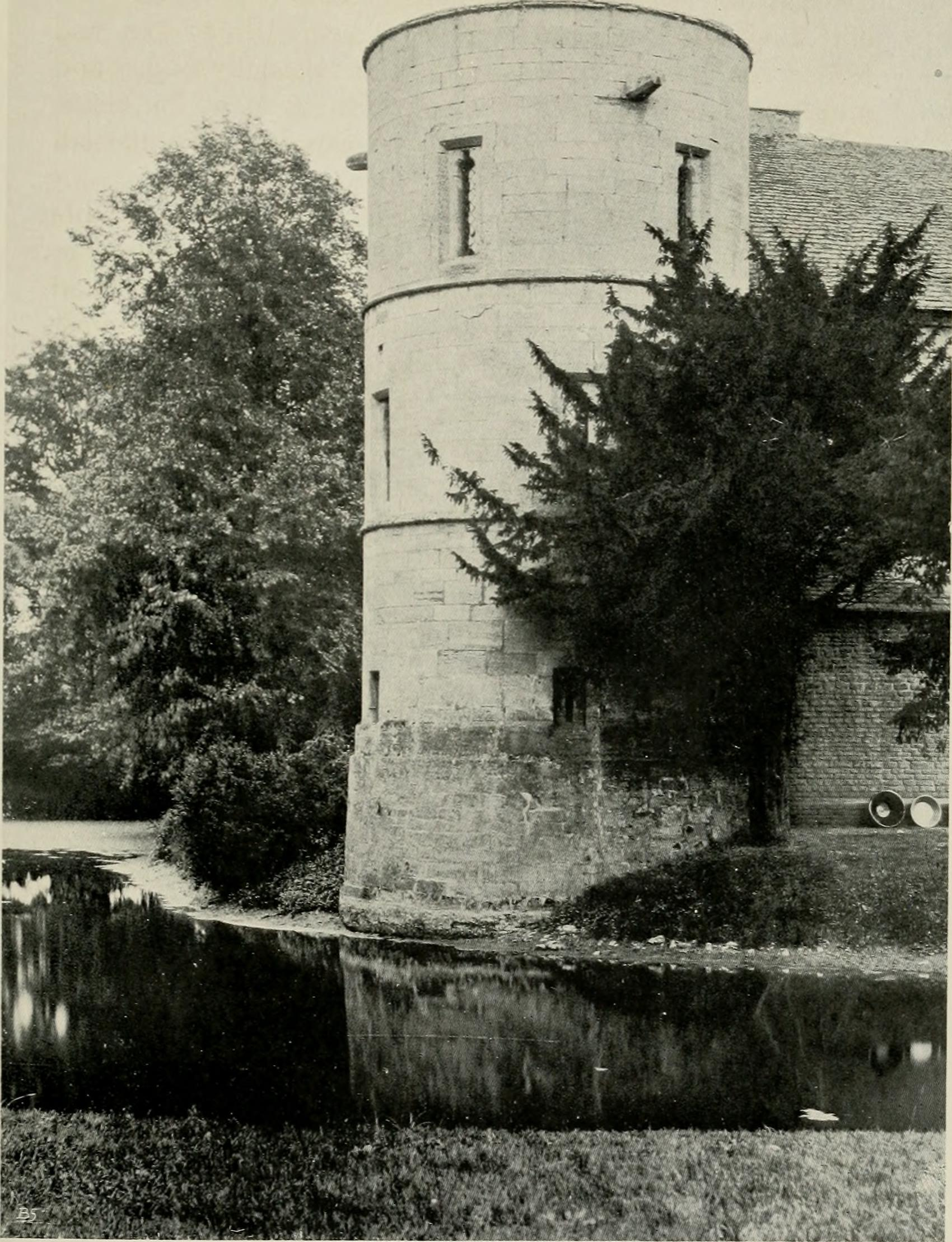
Torre angolare circolare che si alza per 3 piani rispetto al fossato all'estremità nord della struttura

Castel Woodcroft si trova nella parrocchia civile di Etton appartenente a Peterborough nella contea Cambridgeshire, Inghilterra del sud-est. Si tratta di un castello a base quadrangolare con aggiunte e modifiche successive alla sua erezione. Ciò che rimane è il lato ovest dell'edificio originario con un portale centrale e una torre circolare all'estremità nord. Probabilmente al centro c'era il cortile mentre gli altri 3 lati e le relative torri angolari non ci sono più. All'estremità nord la torre angolare circolare si alza per 3 piani rispetto al fossato. Sulla facciata della torre, del portale e dell'attico si trovano finestre a monofora con cornici in nicchie smussate. Il resto delle finestre sono prevalentemente a bifora, trifora e quadrifora con cornici in pietra. I marcapiani sono modanati al livello del pavimento. L'ala di minor dimensione a nord-est all'interno presenta un grande camino medievale e la ristrutturazione alla quale è stato sottoposto il castello ha rispettato lo stile Tudor.

### Bene tutelato come edificio storico
L'English Heritage ha classificato castel Woodcroft come edificio storico di secondo grado col numero 1126782.